# Affricata labiodentale sonora
L'affricata labiodentale sonora è una consonante, rappresentata con il simbolo [bv] (eventualmente unito da un legamento) nell'alfabeto fonetico internazionale (IPA).
Nella lingua italiana tale fono non è presente.